# صموئيل إل. باورز
صموئيل إل. باورز هو محامي وسياسي أمريكي، ولد في 26 أكتوبر 1848 في كورنيش في الولايات المتحدة، وتوفي في 30 نوفمبر 1929 في نيوتن في الولايات المتحدة. نشط حزبياً في الحزب الجمهوري. وقد انتخب عضو مجلس النواب الأمريكي ‏.